# Lisa Thomasson
Lisa Thomasson (Lisa Cecilia Thomasson-Bosiö), född 19 augusti 1878 i Myssjö församling, Jämtlands län, död 15 april 1932 i Furudal, Ore församling, Kopparbergs län var en svensk sångerska känd som Lapp-Lisa eller Näktergalen från Oviken.
Hennes samiska ursprung gav upphov till namnet Lapp-Lisa, under vilket hon framträdde.  Från och med 1920-talet kom även  Anna-Lisa Öst att använda sig av detta namn.

## Biografi
Lisa Thomasson föddes som dotter till en renägare av samesläkt, Thomas Andersson från Stördal Norge och hans hustru Brita Maria Johannesdotter från Ovikenfjell Myssjö i södra Jämtland. Hennes mest kända visa, Lappflickan, skrevs av lärarinnan Augusta Amalia Wilén omkring 1897. 
Musikläraren och kantorn Fredrik Hedström från Gävle upptäckte hennes sångbegåvning, gav henne sånglektioner, och turnerade med henne runtom i Sveriges bönhus och kapell med Lisa på cittra och sig själv på orgel. 
Hon gifte sig 1911 i Östersund med ingenjören Bror Gustaf Bosiö från Falun. Den kände årefotografen Nils Thomasson var Lisas yngre bror.